# Terrer (kommunhuvudort)
Terrer är en kommunhuvudort i Spanien.   Den ligger i provinsen Provincia de Zaragoza och regionen Aragonien, i den nordöstra delen av landet, 190 km nordost om huvudstaden Madrid. Terrer ligger 567 meter över havet och antalet invånare är 515.
Terrängen runt Terrer är kuperad söderut, men norrut är den platt. Terrer ligger nere i en dal. Runt Terrer är det glesbefolkat, med 10 invånare per kvadratkilometer. Närmaste större samhälle är Calatayud, 6,5 km öster om Terrer. Omgivningarna runt Terrer är i huvudsak ett öppet busklandskap.